# 小鎮有你
《小鎮有你》（君のいる町、A town where you live）是日本漫画家瀨尾公治的作品。在講談社的漫画雑誌《週刊少年Magazine》于2008年26号至2014年11號連載。
与前作曾动画化的作品《凉风》一样，是一部以日本高中作为舞台的恋爱故事。前作中《凉风》的男主角是从广岛到高中入学来东京，而本作是女主角从东京的高中入学来广岛的。目前台灣部份於週刊《新少年快報》上連載。作品被分為三部份：第1話至109話是第一部（高中），第110話至247話是第二部（大學），第248話至261話是第三部（社會），另外在2011年8月中宣佈決定動畫化。

## 故事介绍
這個春天就要進入高中的廣島少年桐島青大家裡，出現一位來自東京且從沒見過的少女枝葉柚希寄住在他的家裡，並且跟青大上同一所高中。然而事情不如青大所想那麼順利，除了要照顧老是搞砸事情的柚希外，還常常無意中被柚希故意肢體碰觸告白；從那天開始青大每天都一直被自由奔放且笨手笨腳的柚希的行動所困惑着。然而原本從國中開始直到高中就對同班女同学神咲七海有着好感的青大，卻在柚希即將離開廣島回東京前夕開始漸漸地開始喜歡柚希了。知道了青大想法的柚希在離開廣島後會怎麼樣呢？而青大跟神咲七海的關係又會產生什麼變化呢？

## 登場人物
- 以下人物資料以漫畫版為主

### 桐島家
桐島 青大（聲：細谷佳正、澤城美雪（少年時代〈OAD〉）／松田崚佑（小孩時代〈TV〉））
廣島縣出生，生日10月30日，身高175cm，體重64kg，血型O型
男主角。在某座鄉下小鎮的一個孤立小屋裡，雙親、祖母和被稱為「ドラ」（台灣譯名為阿虎）的貓一起生活著。由於不坦率的性格而有點怕生，所以反對和既不是親戚又一次面也沒見過的柚希同居。暗戀著從中學開始就認識的七海。因為七海在中學時代就屬於料理部，上了高中自己也打算進入了料理部來接近她。沒想到的是，七海竟然加入了棒球部，所以沒有實現。因為母親是打散工的，工作非常忙，所以準備飯菜多數是自己料理，也負責自己和柚希的便當。在39話被七海拒絕。後來得知柚希將返回東京，這才發覺自己對柚希的愛意。於57話中在後夜祭向柚希告白，並談起遠距離的戀愛。東京之旅時，收到柚希的禮物，裏面有著柚希寫給他的分手信。青大轉學到東京，知道恭輔的女朋友是柚希後，正式向恭輔宣戰，誓要搶回柚希。恭輔去世後，與柚希斷絕來往，之後與明日香開始交往。一年半後，青大和明日香等人同時進入了西常大，在聯誼時與柚希巧遇，之後又數次相遇。與女友明日香計劃暑期旅行以加深倆人關係，但因明日香母親生病而需返家照顧故計畫因故取消，之後與月、尊、清美等人返鄉。和來廣島致謝的柚希獨處，136話同去夏日祭，在柚希「表白」後，要求她等待自己的答復。之後，向明日香提出分手，與柚希再次交往。244話終於找到工作，但在246話調去高知上班，256話因保護柚希的健康向柚希提出分手，260話與柚希復合，261話與柚希結婚並離開職場，回到自己最原始的目標，開了一間自己的餐館「桐島食堂」。
桐島 大希
於261話登場，青大與柚希的兒子，個性開朗，跟年輕時的柚希一樣很愛吃。
桐島 葵（聲：高橋智秋）
青大的姐姐，女大学生，聽說是尊第一個告白的對象，現在住在東京旭湯，房間在前作涼風主角家隔壁。

### 枝葉家
枝葉 柚希（桐島 柚希）（聲：中島愛、松浦愛弓（小孩時代〈TV〉））
東京都出生，生日8月3日，身高158cm，體重??kg，血型AB型，三圍B80、W57、H83
女主角。和青大同齡也在同一個學校同一個班級。因為有著和青大相反的很開朗很容易親近別人的性格所以特別直率。作為父親的故鄉，曾經來青大所在的小鎮時候，本來討厭這座小鎮的地方，但因為青大的關係而喜歡上這座小鎮，所以想在這座小鎮讀高中。為了進這座小鎮的高中，才在父親的友人桐島家借住。因為不會騎腳踏車，所以要青大用腳踏車雙載去離桐島家很遠的學校上課。但是因為青大覺得那很難為情所以很不願意，因此二個人於上學途中在便利店就得徒步去學校。討厭的食物是番茄。喜歡同屋簷下的青大，從小時候和青大見面後喜歡上他。在58话中接受青大的告白，在回東京時因為恭輔對柚希說自己壽命不到一年，而可憐恭輔並與其交往后，再給青大的禮物裡同時留下了一封充滿謊言的信並斷絕聯繫。在恭輔的病房與青大重逢(89話)，告知恭輔的生命只剩下一年時間，在恭輔手術死後，跟青大斷絕聯繫。大學時，聯誼中與青大巧遇，得知青大已經有了女朋友，主動與青大交換電郵。此後，在126話時因妹妹凜的撮合下與青大同去遊樂園，並在便利店與打工的青大數次相遇。暑假時，與兄妹同去廣島向青大家致謝，與青大獨處時要求同去夏日祭，並「表白」。之後重新成為青大的女友，256話在青大因為工作異地戀關係和停止柚希經常由東京熬夜乘車到高知找青大導致疲勞過度下的健康要求下分手，260話再度與青大復合，261話與青大結婚並生下兒子，目前仍是老師，在學校沒有課的時候，會在餐館幫忙青大。
枝葉 懍（聲：悠木碧（OAD）／藤田咲（TV））
東京都出生，生日12月20日，身高162cm，體重46kg，血型AB型，三圍B86、W56、H87。
柚希沒有血緣關係的妹妹，中学三年生→大學生。有著和可愛外表不一樣的內心。喜歡捉弄別人，但常藉由故意作弄青大以間接表達她對青大的愛意(如故意不穿內衣、或是衣服掀起一半來誘惑青大)，尤其在聽到青大跟柚希發生關係後還一度覺得失戀而嚎啕大哭。本來是個兄控，且國三時因為青大在東京揍了枝葉樹一拳，故枝葉懍第一次去廣島拜訪青大家時決定挑播離間七海和青大的關係，但卻被青大的體貼給感動，時常抱著青大在夾娃娃機夾到的絨布熊做為珍藏。高三時青大正值大一且和御島明日香交往時枝葉懍極力撮合柚希和青大，導致青大決定和明日香分手而改和柚希交往。最後轉而喜歡青大。在漫畫Hitman中成為Ever's DREAM公司總裁CEO
枝葉 樹
東京都出生，生日10月1日，身高170cm，體重53kg，血型O型。
比柚希大2年的哥哥，同樣與柚希沒有血緣關係，為枝葉懍的親哥哥，是個妹控，然而因工作忙碌的關係幾乎很少和枝葉懍接觸。

### 庄原市
神咲 七海（聲：早見沙織（OAD）／高尾雪（TV））
廣島縣出生，生日12月25日，身高161cm，體重?kg，血型O型，三圍B87、W58、H85
青大暗戀著的同班同學。在中學時代沒有抓住和青大親近的機會。一開始預定進入和中學一樣的料理部，但是被同一所高中的哥哥叫去做棒球部的管理人。似乎對桐島有意思，卻因為感覺桐島過於在意柚希，於39話拒絕青大的告白。曾在東京之旅請求桐島假扮成男友被柚希看見，幾乎令桐島无法與柚希見面。青大被甩後，用盡各種方法試圖令青大重新振作，其後於73話中向青大告白。208話與藤河昭人交往。
加賀 月（神咲 月）（聲：高野菜菜、稻垣鈴夏（小孩時代〈TV〉）
广岛县出生，生日3月9日，身高167cm，体重49kg，血型B型，三围B89、W59、H88
青大小學时代的青梅竹马的少女。和柚希同樣有着開朗有朝氣的性格。是日俄混血兒，小時轉學到廣島後與青大和尊成為好朋友。邀請柚希一起進入網球部。曾喜歡神咲成海，但在一次巧合中知道成海喜歡柚希。雖然與神咲七海和由良尊一起到東京讀大學。不過由於她掛念父親身子問題，中途停學回廣島工作，219話終於與神咲成海交往並在221话中成婚。一直都喜歡青大，結婚前被尊勸向青大告白，最後被青大拒絕(219話)，無悔無憾與成海結婚。
由良 尊（聲：增田俊樹、河內光（小孩時代〈TV〉）
广岛县出生，生日4月1日，身高174cm，体重66kg，血型B型
青大死黨和同學。是個四眼仔。所屬棒球部。據其所說初戀是桐島葵。來青大家的時候发現了柚希，並對其一見鍾情。然后對柚希的繼母带過來的妹妹枝葉懍產生興趣。他本人其實見一個愛一個。後來與清美交往，現已奉子成婚。
神咲 成海
七海的哥哥，所屬棒球部。髮型與七海相似。喜歡關於電單車方面的雜誌，似是精通釣魚。對柚希有意，後與加賀月結婚。
冰室 直紀
菊川 琴音（聲：宍戶留美）
曾向青大表示喜欢柚希，实际只是崇拜柚希。真正喜欢的人是青大。在表白失败后与冰室直紀交往。

### 東京
御岛 明日香（聲：佐倉綾音）
福島縣出生，生日11月18日，身高157cm、體重?kg，血型O型，三圍B79、W56、H84
青大的前女友。青大轉學到東京後的同班同學，由於都是獨居，經常和青大的姐姐葵一起吃飯。有胃痛毛病。青大到東京的第一天，被其當作闖空門的強盜，從而認識，是青大到東京後認識的兩個好友之一。後來喜歡上了青大。107話和青大開始交往，一年半後考入同一所大學，目前擔任壘球社團的投手。個性坦誠直率，十分信任青大。在得知青大與同班女生去愛情賓館後，相信了青大的說辭而不深究。與青大計劃暑假時去旅遊從而加深關係，但因為母親生病取消了行程。在母親病癒後來到廣島青大家，準備給他一個驚喜，等來的卻是從夏日祭歸來的青大和柚希。回到東京後，被青大要求分手，並用“他們的”方式結束戀情，並不再聯絡。青大和柚希再度交往後的某一天在風間墓前相遇，才解開心結，並與青大與柚希重修舊好。
最終話261話中提到成為國家代表隊的王牌。
風間 恭輔（聲：小野大輔）
青大到東京時認識的朋友和同班同學，以自己的壽命不到一年的藉口讓柚希跟自己交往的男人，清美的青梅竹馬，明日香的朋友。夢想是成為電單車賽車手，患了重病，本來不打算接受手術，為了證明即使自己是健康的，柚希也會選擇他而不是青大，決定接受手術，但在手術成功後，卻因為身體支撐不了而病逝，得年17歲（第212話在國中時幫助過柚希），去世前拜托自己母親將自己電單車頭盔送給青大。
夏越 美奈（聲：矢作紗友里）
個性容易暴走。一廂情願的認為青大是喜歡她的。
天城 紫步
料理方面個高的人，對青大抱有好感。
野野村 賢一
枝葉懍的朋友，對懍抱有好感。
古葉 遙奈（聲：真野惠里菜）
神咲七海的朋友，個性輕浮。
淺倉 清美（由良 清美）（聲：遠藤綾）
風間恭輔的青梅竹馬，巨乳，喜歡風間。目前與尊交往並奉子成婚，婚後產下兒子，名為由良 青河。
宮永知沙
柚希在補習社輔導的學生，對青大一見鍾情，現在搬入青大的公寓並成為鄰居。

#### 大學生
天谷 栞
青大的大學同學，漫畫家，曾經要脅青大帶她到愛情旅館實地取材結果遭到神咲七海撞見，從此變成青大最頭痛的人物。
市原 康生（聲：杉山紀彰）
大學網球社的社員，個性外向。
保科 美友
青大的鄰居，巨乳，常常誤會桐島青大的話而做出黃色的動作或開黃腔，飲醉酒後會發酒瘋，通常是除衫，現在去英國留學甚至有未婚夫。
水本前輩
水本真菜的哥哥，妹控，家境不錯，父親是一流的廚師。料理天分很高，但不想當廚師。
水本 真菜
水本前輩的妹妹，在天城紫步店裡工作的工讀生。
高波奈央
是個花心的女同性戀者，起初讓青大誤會高波喜歡藤河但事實上是喜歡神咲七海，而後又試圖接近枝葉祐希，最後纏住枝葉懍讓懍感到困擾。
藤河昭人
喜歡神咲七海，208話正式與神咲交往。
長門未沙
青大在職業介紹所認識的女生，對青大的工作的意見有偏見，242話向青大說出她做了記者的職位。喜歡青大。拿下眼鏡樣貌變異多。
由於動畫改編關係，除了市原康生外，天谷栞及保科美友等大學生人物沒有在動畫中出現。

#### 高知
安達實咲
青大在高知工作的女同事，酒量方面最好的人，有異地戀經驗，最後因不能答應男友放棄工作做家庭主婦而分手。
山崎
青大在高知工作的女同事，不正經的人。

#### ハイツ旭屋
秋月 大和
前作『涼風』的主角。是ハイツ旭屋的住客，住在葵的隔壁。
秋月 涼風（聲：三橋加奈子）
前作『涼風』的女主角。舊姓朝比奈。本作中為21歲。（OAD第二集客串）
藤川 綾乃
旭湯的管理人，從前作『涼風』登場。

### 其他
秋月 風夏（聲：大龜明日香（OAD第一期）、清水彩香（OAD第二期））
為秋月大和及朝比奈涼風的女兒，作者的續作《風夏》的主角。
櫻井 萌果
從前作『涼風』登場。
服部 安信
從前作『涼風』登場。
羽柴 美紀
從前作『涼風』登場。
天見 結衣
從前作『涼風』登場。

## 出版書籍
| 卷數 | 講談社         | 講談社                                                  | 東立出版社     | 東立出版社             |
| 卷數 | 發售日期       | ISBN                                                    | 發售日期       | ISBN                   |
| ---- | -------------- | ------------------------------------------------------- | -------------- | ---------------------- |
| 1    | 2008年8月12日  | ISBN 978-4-06-384029-2                                  | 2009年2月9日   | ISBN 978-986-10-3067-8 |
| 2    | 2008年10月17日 | ISBN 978-4-06-384055-1                                  | 2009年2月27日  | ISBN 978-986-10-3068-5 |
| 3    | 2009年1月16日  | ISBN 978-4-06-384090-2                                  | 2009年4月8日   | ISBN 978-986-10-3182-8 |
| 4    | 2009年4月17日  | ISBN 978-4-06-384127-5                                  | 2009年6月15日  | ISBN 978-986-10-3602-1 |
| 5    | 2009年6月17日  | ISBN 978-4-06-384151-0                                  | 2009年8月12日  | ISBN 978-986-10-3970-1 |
| 6    | 2009年9月17日  | ISBN 978-4-06-384189-3                                  | 2009年11月11日 | ISBN 978-986-10-4475-0 |
| 7    | 2009年11月17日 | ISBN 978-4-06-384215-9                                  | 2010年2月6日   | ISBN 978-986-10-4874-1 |
| 8    | 2010年2月17日  | ISBN 978-4-06-384251-7                                  | 2010年5月13日  | ISBN 978-986-10-5356-1 |
| 9    | 2010年4月16日  | ISBN 978-4-06-384284-5                                  | 2010年8月20日  | ISBN 978-986-10-5670-8 |
| 10   | 2010年7月16日  | ISBN 978-4-06-384331-6                                  | 2010年10月4日  | ISBN 978-986-10-6119-1 |
| 11   | 2010年10月15日 | ISBN 978-4-06-384383-5                                  | 2011年1月17日  | ISBN 978-986-10-6646-2 |
| 12   | 2011年1月17日  | ISBN 978-4-06-384429-0                                  | 2011年6月25日  | ISBN 978-986-10-7232-6 |
| 13   | 2011年4月15日  | ISBN 978-4-06-384476-4                                  | 2011年7月30日  | ISBN 978-986-10-7812-0 |
| 14   | 2011年7月15日  | ISBN 978-4-06-384520-4                                  | 2011年10月10日 | ISBN 978-986-10-8159-5 |
| 15   | 2011年10月17日 | ISBN 978-4-06-384567-9                                  | 2012年1月11日  | ISBN 978-986-10-8900-3 |
| 16   | 2011年12月16日 | ISBN 978-4-06-384601-0                                  | 2012年3月10日  | ISBN 978-986-10-9217-1 |
| 17   | 2012年3月16日  | ISBN 978-4-06-384644-7                                  | 2012年6月12日  | ISBN 978-986-10-9703-9 |
| 18   | 2012年6月15日  | ISBN 978-4-06-384689-8                                  | 2012年8月15日  | ISBN 978-986-317-361-8 |
| 19   | 2012年8月17日  | ISBN 978-4-06-384720-8                                  | 2012年11月16日 | ISBN 978-986-317-689-3 |
| 20   | 2012年11月16日 | ISBN 978-4-06-384767-3                                  | 2013年1月9日   | ISBN 978-986-324-342-7 |
| 21   | 2013年1月17日  | ISBN 978-4-06-384797-0                                  | 2013年3月6日   | ISBN 978-986-324-837-8 |
| 22   | 2013年3月15日  | ISBN 978-4-06-384837-3                                  | 2013年5月3日   | ISBN 978-986-332-236-8 |
| 23   | 2013年6月17日  | ISBN 978-4-06-384878-6                                  | 2013年8月30日  | ISBN 978-986-332-838-4 |
| 24   | 2013年8月16日  | ISBN 978-4-06-394912-4                                  | 2013年11月4日  | ISBN 978-986-337-185-4 |
| 25   | 2013年11月15日 | ISBN 978-4-06-394965-0                                  | 2014年1月21日  | ISBN 978-986-337-769-6 |
| 26   | 2014年1月17日  | ISBN 978-4-06-358481-3（限定版） ISBN 978-4-06-394995-7 | 2014年3月19日  | ISBN 978-986-348-225-3 |
| 27   | 2014年3月17日  | ISBN 978-4-06-358482-0（限定版） ISBN 978-4-06-395029-8 | 2014年5月15日  | ISBN 978-986-332-562-8 |

### 相關書籍
導讀手冊
- 恋なび -LOVE NAVIGATION!-

| 卷數 | 講談社        | 講談社                 | 東立出版社   | 東立出版社             |
| 卷數 | 發售日期      | ISBN                   | 發售日期     | ISBN                   |
| ---- | ------------- | ---------------------- | ------------ | ---------------------- |
| 全   | 2013年8月16日 | ISBN 978-4-06-376882-4 | 2014年8月7日 | ISBN 978-986-348-454-7 |

番外漫畫
- 小鎮有你 妄想200話 - SPECIAL EDITION -

2018年10月17日發售、 ISBN 978-4-06-513073-5

## OAD

### 第1期
2011年8月，官方宣佈跟作者出身地庄原市合作，推出與當地祭典作聯合推廣的OAD。
其後定於2012年3月16日及6月15日，分別與單行本第17卷及第18卷作綑綁銷售。

#### 製作人員
- 總監督：吉浦康裕
- 監督：小林寬
- 劇本：村上桃子
- 角色設計：茶山隆介
- 總作畫監督：高田晃
- 色彩設計：木村聰子
- 動畫製作：龍之子製作公司

#### 主題曲
黄昏交差点
作詞、作曲：本上遼，編曲：本上遼、原田勝通，主唱：真野惠里菜

### 第2期
於2014年1月17日及3月17日，分別與單行本第26卷及第27卷作綑綁OAD各1話銷售。

#### 製作人員
- 監督：山內重保
- 系列構成、劇本：吉田玲子
- 角色設計：西位輝實
- 總作畫監督：西位輝實、羽山淳一
- 撮影監督：增元由紀大
- 編輯：後藤正浩
- 音樂：奧慶一
- 動畫製作：GONZO
- 製作：「小鎮有你」OAD製作委員會

#### 主題曲
（Astro Voice）（第1話）
作詞、作曲：，編曲：湯淺篤，歌：mimimemeMIMI
（第1話）
作詞：大森友歌，作曲、編曲：河合英嗣，歌：加賀月（高野菜菜）
（第2話）
作詞、作曲、編曲：河合英嗣，歌：枝葉柚希（中島愛）

## 電視動畫
2013年3月8日，官方宣佈將推出正式改编的電視動畫，製作人員跟OAD第1期截然不同。
動畫僅製作至漫畫大學時代青大與柚希復合。

### 製作人員
- 監督：山內重保
- 系列構成、劇本：吉田玲子
- 角色設計：西位輝實
- 總作畫監督：羽山淳一
- 美術監督：松本健治
- 色彩設計：辻田邦夫、竹澤聰
- 撮影監督：增元由紀大
- 編輯：後藤正浩
- 音樂：奧慶一
- 動畫製作：GONZO
- 製作：「小鎮有你」製作委員會

### 主題曲
片頭曲

作詞、作曲：，編曲：湯淺篤，主唱：mimimemeMIMI
片尾曲
（第1話－第6話）
作詞：，作曲、編曲：太田美知彥，主唱：桐島青大（細谷佳正）
「Dear friend」（第7話－第11話）
作詞：，作曲、編曲：河合英嗣，主唱：風間恭輔（小野大輔）
（第12話）
作詞：，作曲、編曲：太田美知彥，主唱：桐島青大（細谷佳正）
插曲
（第8話）
作詞、作曲：，編曲：湯淺篤，主唱：枝葉柚希（中島愛）、御島明日香（佐倉綾音）、神咲七海（タカオユキ）
「Mr.Darling」（第8話）
作詞、作曲：，編曲：湯淺篤，主唱：mimimemeMIMI
「Another Letter」（第11話）
作詞、作曲、編曲：rino，主唱：枝葉柚希（中島愛）
「Am I Ready？」（第12話）
作詞、作曲：，編曲：高藤大樹，主唱：mimimemeMIMI

### 各集列表
| 話数   | 日文标题 | 中文標題       | 劇本       | 分镜     | 演出              | 作画監督                            |
| ------ | -------- | -------------- | ---------- | -------- | ----------------- | ----------------------------------- |
| 第1話  |          | 追逐           | 吉田玲子   | 山內重保 | 山內重保          | 市川慶一 新妻瑠維 熊田明子          |
| 第2話  |          | 櫻花綻放之時   | 吉田玲子   | 山內重保 | 山內重保          | 小島彰 佐野陽子                     |
| 第3話  |          | 突然，病倒而吻 | 吉田玲子   | 木村延景 | 木村延景          | 竹田欣弘                            |
| 第4話  |          | 打招呼         | 國澤真理子 | 御神崎海 | 御神崎海          | 大田和寬                            |
| 第5話  |          | 宣戰布告。     | 國井桂     | 倉谷涼一 | 倉谷涼一          | 高瀨言 橫田和彥                     |
| 第6話  |          | 我的真心。     | 吉田玲子   | 山內重保 | 藤瀨順一          | 市川慶一 長田繪里                   |
| 第7話  |          | 願望。         | 國澤真理子 | 朝倉龍也 | 鈴木薰            | 阿部可奈子                          |
| 第8話  |          | 再會的夜晚     | 國井桂     | 木村延景 | 二下一 川久保圭史 | 小島彰 竹田欣弘                     |
| 第9話  |          | 來約會嗎。     | 吉田玲子   | 山河靜音 | 倉谷涼一          | 越智博之、高瀨言 山下敏成、橫田和彥 |
| 第10話 |          | 美麗的花       | 國澤真理子 | 御神崎海 | 下司泰弘          | MK、磯野智                          |
| 第11話 |          | 告白           | 國井桂     | 木村延景 | 木村延景          | 竹田欣弘、 阿部可奈子               |
| 第12話 |          | 小鎮有你       | 吉田玲子   | 山內重保 | 山內重保          | 羽山淳一                            |

### 播放電視台
| 播放地區       | 播放電視台     | 播放日期               | 播放時間（UTC+9）         | 所屬聯播網 | 備註          |
| -------------- | -------------- | ---------------------- | ------------------------- | ---------- | ------------- |
| 關東廣域圈     | 東京電視台     | 2013年7月13日－9月28日 | 星期六 23時30分－23時55分 | 東京電視網 | 製作局 有字幕 |
| 北海道         | TV北海道       | 2013年7月13日－9月28日 | 星期六 23時30分－23時55分 | 東京電視網 | 同時局 有字幕 |
| 愛知縣         | 愛知電視台     | 2013年7月13日－9月28日 | 星期六 23時30分－23時55分 | 東京電視網 | 同時局 有字幕 |
| 大阪府         | 大阪電視台     | 2013年7月13日－9月28日 | 星期六 23時30分－23時55分 | 東京電視網 | 同時局 有字幕 |
| 岡山縣、香川縣 | 瀨戶內電視台   | 2013年7月13日－9月28日 | 星期六 23時30分－23時55分 | 東京電視網 | 同時局 有字幕 |
| 福岡縣         | TVQ九州放送    | 2013年7月13日－9月28日 | 星期六 23時30分－23時55分 | 東京電視網 | 同時局 有字幕 |
| 廣島縣         | 廣島HOME電視台 | 2013年7月22日－10月7日 | 星期一 25時51分－26時16分 | 朝日電視網 |               |
| 日本全國       | AT-X           | 2013年7月24日－10月9日 | 星期三 23時30分－23時55分 | 衛星電視   | 有重播        |

## 外部連結
- （日語）週刊少年Magazine的介紹網站
- （日語）OAD第27卷限定版介紹-小鎮有你 公式網站 （页面存档备份，存于）
- （日語）
- （日語）電視動畫官網